# Гаїчка гірська
Гаїчка гірська (Poecile gambeli) — маленький північноамериканський співочий птах ряду горобцеподібних родини синицевих.
Раніше вид відносили до роду синиця (Parus), але потім його було виділено до окремого роду гаїчка (Poecile).
Поширена у гірських районах Заходу Сполучених Штатів від півдня Юкону до Каліфорнії та вздовж Скелястих гір. Спостерігаються сезонні міграції до підніжжя гір взимку та вище в гори влітку.
Створюють моногамні пари, виводячи пташенят раз або двічі на рік. Висиджує пташенят самиця протягом 14 днів. Пташенята безпомічні, перебувають у гнізді до трьох тижнів. Пташенят годують обоє батьків.
Гаїчка гірська живиться переважно комахами влітку та в період гніздування, іншим постійним кормом є насіння хвойних порід..